# Jacqueline Mazéas
Jacqueline Mazéas (* 10. Oktober 1920 in Denain; † 9. Juli 2012 in Darnétal, Region Normandie) war eine französische Diskuswerferin.
Mazéas wurde 1946 und 1947 französische Meisterin im Diskuswurf. Bei den Olympischen Spielen 1948 in London gewann sie mit einer Weite von 40,47 m die Bronzemedaille hinter ihrer Landsfrau Micheline Ostermeyer (41,92 m) und der Italienerin Edera Gentile (41,17 m).